# Elecciones estatales de Chiapas de 2010
Las Elecciones estatales de Chiapas de 2010 se llevan a cabo el domingo 4 de julio de 2010, y en ellas serán renovados los siguientes cargos de elección popular de Chiapas:
- 118 ayuntamientos. Compuestos por un Presidente Municipal y regidores, electos para un periodo de tres años no reelegibles para el periodo inmediato.
- 40 Diputados al Congreso del Estado. 24 electos por mayoría relativa en cada uno de los Distrito Electorales y 16 electos por el principio de representación proporcional mediante un sistema de listas.

## Resultados electorales

### Ayuntamientos

#### Ayuntamiento de Tuxtla Gutiérrez
- Yassir Vázquez Hernández  Hecho

| Partido/Alianza | Partido/Alianza                                     | Municipios |
| --- | --------------------------------------------------- | ---------- |
| | Unidad por Chiapas' (PAN, PRD, Convergencia, PANAL) | 53         |
| | Partido Revolucionario Institucional                | 39         |
| | Alianza por la Unidad (PRI, PVEM)                   | 3          |
| | Partido del Trabajo                                 | 6          |
| | Partido Verde Ecologista de México                  | 15         |
| | Partido Socialdemócrata de Chiapas                  | 2          |
| Fuente: Instituto de Mercadotecnia y Opinión (enlace roto disponible en Internet Archive; véase el historial, la primera versión y la última). |                                                     |            |

### Diputaciones
| Partido/Alianza | Partido/Alianza                                                                             | Distritos de MR | Distritos de RP | Total |
| --- | ------------------------------------------------------------------------------------------- | --------------- | --------------- | ----- |
| | Unidad por Chiapas (PAN, PRD, Convergencia, PANAL)                                          | 10              | 0               | 0     |
| | Solidaridad por Chiapas (PRD, PAN, Convergencia, PANAL, Partido Socialdemócrata de Chiapas) | 4               | 0               | 0     |
| | Partido Acción Nacional                                                                     | 7               | 1               | 8     |
| | Partido Revolucionario Institucional                                                        | 7               | 5               | 12    |
| | Alianza por la Unidad (PRI, PVEM)                                                           | 2               | 0               | 0     |
| | Partido de la Revolución Democrática                                                        | 5               | 3               | 8     |
| | Partido del Trabajo                                                                         | 0               | 3               | 3     |
| | Partido Verde Ecologista de México                                                          | 3               | 3               | 6     |
| | Convergencia                                                                                | 0               | 1               | 1     |
| | Nueva Alianza                                                                               | 1               | 1               | 2     |
| | Partido Socialdemócrata de Chiapas                                                          | 0               | 0               | 0     |
| | Unidad Solidaria (PVEM, Partido Socialdemócrata de Chiapas)                                 | 0               | 0               | 0     |
| | Total                                                                                       | 24              | 16              | 40    |
| Fuente: Instituto de Mercadotecnia y Opinión                                                                               |                                                                                             |                 |                 |       |
| Notas: De los 14 Diputados de la Coalición Unidad y Solidaridad por Chiapas, 1 le corresponde al PANAL y 1 a Convergencia. |                                                                                             |                 |                 |       |